# Belmont, New Hampshire
Belmont är en kommun (town) i Belknap County, New Hampshire, USA som hade cirka 6 716 invånare år 2000. Den har enligt United States Census Bureau en area på 83,7 km².